# Nikolaj Muravjov-Karsskij
Nikolaj Nikolajevitj Muravjov-Karsskij (Николай Николаевич Муравьёв-Карсский), född 14 juli 1794 i Sankt Petersburg, död 4 november (gamla stilen: 23 oktober) 1866, var en rysk furste och militär. Han var son till Nikolaj Muravjov (1768–1840).
Muravjov i yngre år bemärkt genom utförandet (1819) av en beskickning till Chiva, vilken han även beskrev (1822), deltog 1828–29 med utmärkelse som generalmajor i kriget mot Persien. Han spelade vid polska upprorets kuvande (1830–31) i spetsen för den litauiska grenadjärbrigaden en framstående roll och anförde bland annat ryssarnas högra flygel vid Warszawas stormning den 6–7 september 1831. Under fälttåget befordrades han till generallöjtnant.
År 1832 avgick Muravjov i en utomordentlig beskickning till Egypten för att stämma Muhammed Ali för fred med sultanen och anförde sedan de ryska trupper, som 1833 landsattes till sultanens skydd vid Bosporen. Åren 1838–48 tillhörde han privatlivet, men blev 1853 general av infanteriet, 1854 ståthållare i Kaukasien och 1855 överbefälhavare på den asiatiska sidan i fälttåget mot Osmanska riket. Han erövrade den 27 november samma år efter en långvarig belägring det starkt befästa Kars (därav hans binamn "Karsskij") och belönades med furstetitel. I juli 1856 nedlade han sitt befäl och inkallades i riksrådet.